# Lee Sang-Hwa
Lee Sang-Hwa (en hangul, 이상화; en hanja, 李相花; Seúl, 25 de febrero de 1989) es una patinadora de velocidad sobre hielo surcoreana.

## Primeros años y educación
Nació en 1989, hija de Lee U-geun, técnico en la escuela de niñas Hwigyeong y Kim In-sun. Lee tiene un hermano mayor, Lee Sang-jun, quien también era patinador. Influenciado por su hermano, comenzó a patinar cuando estaba en primer grado en la Escuela Primaria Eunseok. Como sus padres no podían permitirse mantener económicamente la actividad extra de ambos niños, solo ella continuó en el deporte. Posteriormente estudió educación física en la Universidad Nacional del Deporte de Corea en Seúl.

## Carrera deportiva

### Campeonatos mundiales y copas mundiales
Participa en el Campeonato Mundial de Patinaje de Velocidad Individual sobre Hielo desde 2005, obteniendo tres medallas de oro (en 2012, 2013 y 2016), dos de plata (2011 y 2017) y dos de bronce (2005 y 2009); todas ellas en los 500 metros. En los 1000 metros, en sus participaciones entre 2005 y 2009, no obtuvo medallas.
En Copas Mundiales también participa desde 2005, obteniendo dos medallas en los 100 metros (plata en 2005 y bronce en 2006) y siete en los 500 (uno de oro en 2012, cuatro de plata y dos de bronce).

### Turín 2006
Tuvo su primera participación olímpica en los Juegos Olímpicos de Invierno de 2006 en Turín (Italia), participando en los eventos de 500 y 1000 metros, quedando en las posiciones 5 y 19 respectivamente.

### Vancouver 2010
En los Juegos Olímpicos de Invierno de 2010 en Vancouver (Canadá), ganó la medalla de oro en el evento de 500 metros. También participó en el evento de 1000 metros, quedando en el 23° lugar.

### Sochi 2014

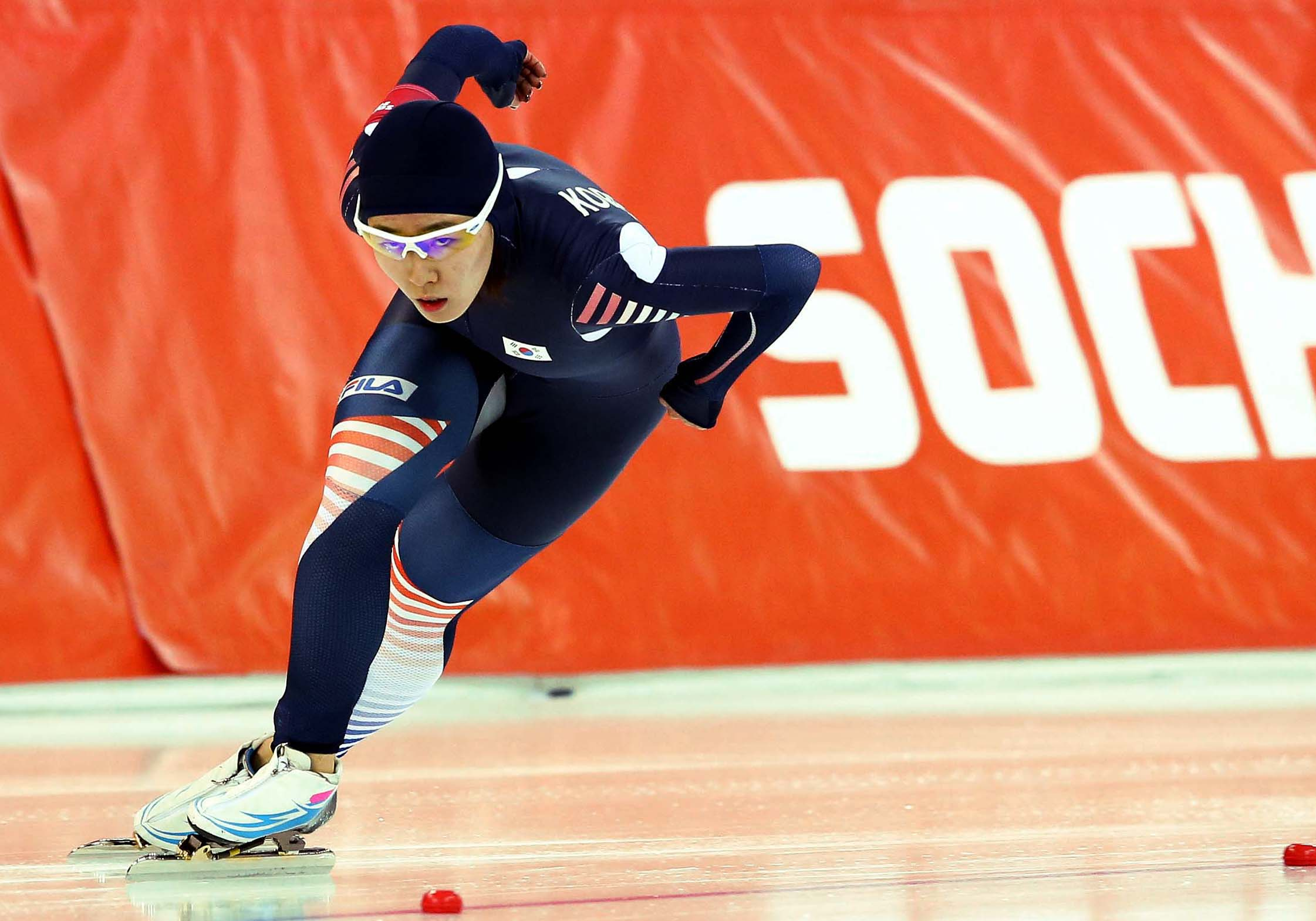
Lee compitiendo en los 500 metros en Sochi 2014.

En los Juegos Olímpicos de Invierno de 2014 en Sochi (Rusia), volvió a ganar la medalla de oro en el evento de 500 metros, siendo la primera mujer, desde la canadiense Catriona Le May Doan en los Juegos de Salt Lake City 2002, en defender su oro en el evento. También participó en el evento de 1000 metros, quedando en el 12° lugar.

### Pyeongchang 2018
En los Juegos Olímpicos de Invierno de 2018 en Pyeongchang (Corea del Sur), ganó la medalla de plata en el evento de 500 metros, luego de que la japonesa Nao Kodaira rompiera el récord olímpico que poseía Lee, al convertirse en la primera mujer en competir por debajo de los 37 segundos a nivel del mar (tras lograr un tiempo de 36.94).

### Lesión
A lo largo de su carrera, ha tenido problemas persistentes con una lesión crónica en la rodilla izquierda. Planeaba someterse a una cirugía después de los Juegos de 2014 pero los pospuso para después de 2018 tras una mejora en 2015.

## Récords
El 9 de noviembre de 2013, batió el récord mundial en el evento de 500 metros en la Copa Mundial de Patinaje de Velocidad sobre Hielo de 2013-2014 en Calgary (Canadá), con un tiempo de 36.74 segundos. El 15 de noviembre, en el evento de la Copa del Mundo 2013-2014 en Salt Lake City (Estados Unidos), lo mejoró a 36.57 segundos, y al día siguiente, llegó a los 36.36 segundos.
También posee el récord de Corea del Sur en 1000 metros, con un tiempo de 1:13.66, establecido el 21 de septiembre de 2013.

## Reconocimientos
En 2010 recibió el Premio al Mejor Atleta en la Ceremonia de Premios Deportivos Femeninos de Corea; en 2011 el Premio del Presidente del Comité Olímpico Coreano, y en 2013 el Gran Premio en la Ceremonia de Premios Deportivos Femeninos MBN. En 2014 recibió el Premio Nacional de Deportes del Comité Olímpico Coreano y un premio en la 19.ª Ceremonia de Premios Deportivos de Coca-Cola en la República de Corea.
También fue nombrada embajadora de los Juegos Asiáticos de 2014 en Incheon y en los Juegos Olímpicos de Pyeongchang 2018.

## Filmografía

### Apariciones en espectáculo de variedades
| Título | Papel                                  | Red | Notas                  |
| ------ | -------------------------------------- | --- | ---------------------- |
| 2018   | Law of the Jungle in Last Indian Ocean | SBS | miembro (ep. #334-337) |

## Premios y nominaciones
| Año  | Categoría                        | Premio                       | Programa                     | Resultado |
| ---- | -------------------------------- | ---------------------------- | ---------------------------- | --------- |
| 2019 | SNS Star Award (junto a Kangnam) | 2019 SBS Entertainment Award | Same Bed, Different Dreams 2 | Ganadora  |